# La Truite (roman)
Pour les articles homonymes, voir La Truite.
La Truite est le dernier roman de Roger Vailland, paru en 1964, un an avant qu'il ne décède d'un cancer dans sa maison de Meillonnas dans l'Ain.
Voici ce que Vailland en dit lui-même dans ses Écrits intimes le 6 juillet 1964: « La truite c'est moi-même m'interrogeant sur les personnages que je sue à mesure que je les sue. On ne peut pas être plus nu (et j'en suis sorti complètement vidé), mais personne ne s'en est aperçu. »

## Présentation
Ce roman, son dernier publié l'année précédant son décès en 1965, met en scène l'essor du capitalisme, concentrations de sociétés et de banques, nouvelles formes de l’économie, et la jeune Frédérique, espèce de Lamiel moderne, sur le modèle de son maître Stendhal. Vailland joue aussi son propre personnage sous son nom de Roger.
Dans ce roman, Vailland contemple le monde avec un regard très critique, un monde mécaniste qu'il raille en inventant des procédés de production et des noms de machines, dont il voit bien l'évolution vers la mondialisation. Il se met en scène, à la fois romancier et observateur sous le nom de Roger, tout occupé de Frédérique, cette jeune femme rencontrée dans un bowling au début du roman. Elle le rend curieux, il veut en savoir davantage sur cette fille qui joue les arnaqueuses avec tant de brio. Il enquête sur son entourage, accumule les témoignages de Rambert, de Saint-Genis et de leurs femmes mais ne conclut pas. La vie continue pour Frédérique dont l'avenir s'évanouit comme dans un rêve. D'ailleurs, Vailland ne dira-t-il pas de son roman qu'il est un roman-rêve.

## Résumé
Frédérique et son mari rencontrent un soir dans le bowling du Point du Jour deux hommes d'affaires - Rambert et sa femme Lou ainsi que Saint-Genis accompagné de son amie du moment - Mariline. Frédérique se débrouille pour se faire défier par les deux hommes car c'est une 'arnaqueuse' qui joue très bien au bowling. Ils sont très attirés par cette fille curieuse qui paraît très libre. Elle est la fille d'un éleveur de truites du Jura, d'où peut-être son surnom mais rien n'est moins sûr et l'auteur-narrateur du récit a des idées bien arrêtées sur l'image symbolique que représente une truite.
(voir ci-dessous : le concept de 'truite' chez Vailland)
En tout cas, par ses allures si libres, si détachées qui tranchent avec les habitudes des deux hommes, Frédérique parvient rapidement à les séduire. Saint-Genis réagit le premier et invite Frédérique à l'accompagner dans un voyage d'affaires. Galuchat et Frédérique forment un curieux couple mal assorti, où elle est une femme-truite froide et calculatrice qui domine manifestement son mari. Il a beau s'opposer au départ de sa femme, il sait par avance que son action sera vaine et que sa femme fera ce qu'elle voudra. Au demeurant d'ailleurs, le comportement de Frédérique ne semble pas en général le gêner.
On apprend que Frédérique dans sa jeunesse à Lons-le-Saunier, avait passé un pacte avec des amies où elle devait jouer avec les hommes mais jamais rien leur céder. Depuis le temps avait passé et Frédérique était désormais la seule à continuer à respecter le pacte. Elle joue toujours les vamps et les allumeuses au détriment des hommes qu'elle rencontrait.
Mais les événements vont s'enchaîner. Cette fois son mari n'a pas supporté l'absence prolongée de sa femme. Rambert essaie à son tour de jouer les séducteurs auprès de Frédérique. Mais des manœuvres douteuses de Saint-Genis avec un associé l'ont placé dans une situation financière très délicate. Ainsi en va-t-il des lois du capitalisme moderne et des opérations boursières qui peuvent porter un homme au pinacle ou le ruiner brusquement.
C'est ce qui va arriver à Rambert, tandis que Frédérique et Galuchat partiront en quête d'une nouvelle vie... exploiter les dons de Frédérique dans l'élevage des truites mais ce n'est pas ce qui semble la rendre plus heureuse.

## Le bowling: du réalisme à la métaphore

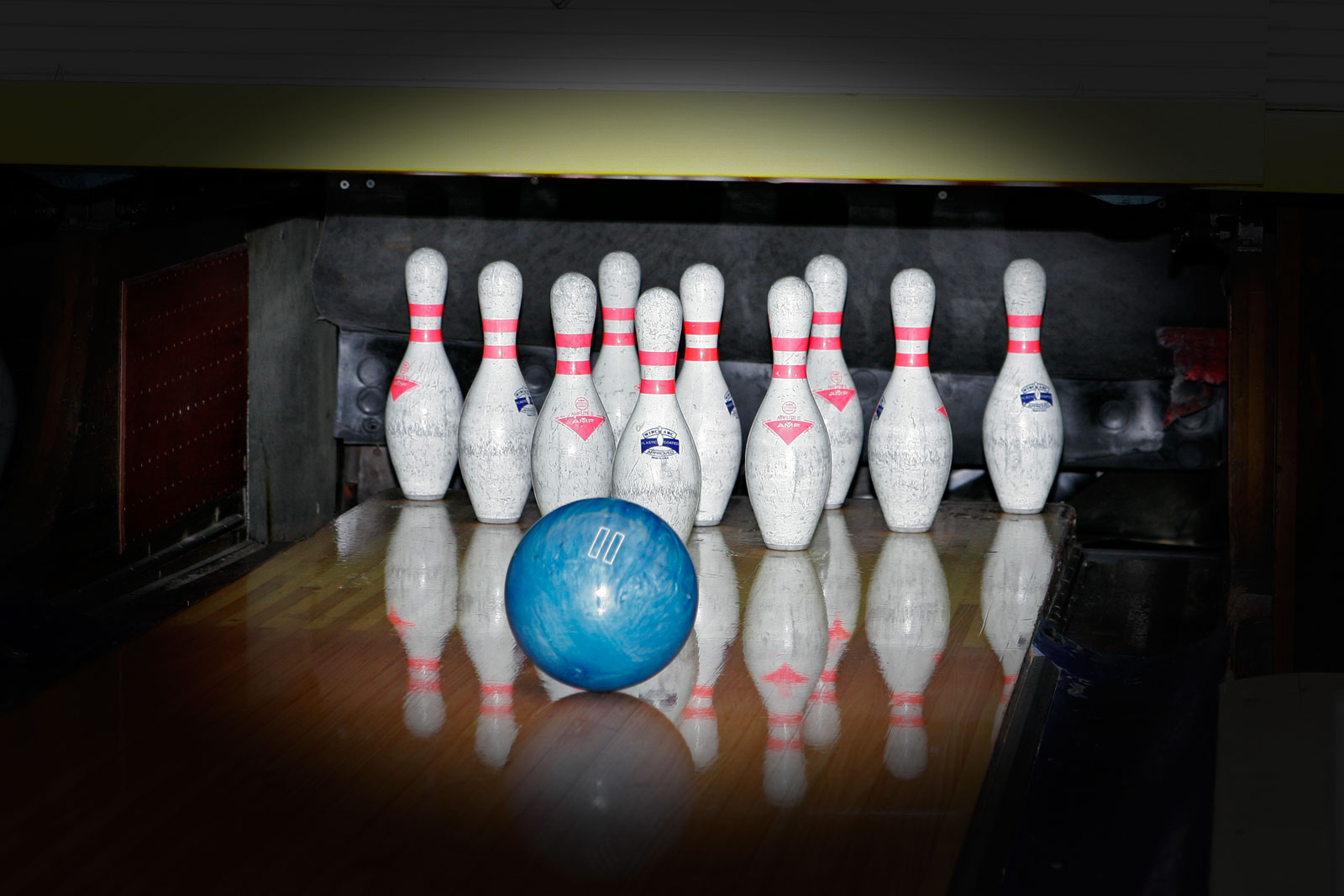
Bowling

La première scène du roman se déroule dans le bowling du Point du jour où une jolie jeune femme joue les arnaqueuses. Vailland procède avec une grande précision à une description minutieuse du déroulement de ce jeu alors nouveau en France. C'est donc en apparence une approche très réaliste, très détaillée des mécanismes qui gouvernent cette nouvelle technique à laquelle se livre l'auteur. Mais il nous montre aussi que ce monde fermé qu'est le bowling, est aussi dangereux, il aliène les hommes en douceur, sans qu'ils s'en rendent vraiment compte : « Nous sommes dedans, écrit-il, nous nous y sentons bien; l'air conditionné y maintient toute l'année une chaleur égale; le gazouillis des intestins, le borborygmes du 'magic circle' nous empêchent de réfléchir, nous plongent dans une plaisante torpeur. »
Le monde décrit n'est pas aussi ludique et détendu qu'il y paraît; il est plutôt menaçant. La boule elle-même « est dégorgée à l'entrée su stand comme un goutte de lait, une goutte de sperme. » Des boules qu'il qualifie de dérisoires, symbole de l'enfermement dans ce lieu où « nous ne sortirons jamais. » Roger Vailland dans cette introduction, nous présente à sa façon, à travers une description souvent réaliste du bowling, ce qu'il voulait être comme une métaphore de son roman.

## Le concept de 'truite' chez Vailland
Ce titre donné à son dernier roman et à son héroïne Frédérique, Roger Vailland le portait en lui depuis longtemps. Dans son imaginaire, la femme est souvent associée au poisson et l'homme au pêcheur, plusieurs de ses romans précédents en portent témoignage :
- Dans la dernière scène de Bon pied Bon œil, François Lamballe, alias Marat, retiré dans son domaine lozérien, part à la pêche, la pêche d'une truite fameuse qu'il tente d'attraper depuis plusieurs années.
- Dans Les Mauvais coups, Roberte confesse : « Il y avait de la truite et du saumon dans les rivières du voisinage, je voulus apprendre la pêche sportive. » Et son professeur fut son premier amant.
- Dans Beau Masque, Philippe Letourneur lors d'une partie de pêche, n'attrape que des "truitillons" alors que Beau masque prend tous les poissons qu'il veut. « Avec les truites aussi, il a la manière » commente Philippe Letourneur. C'est Beau masque qui indique à Philippe un ruisseau où on trouve « les plus belles truites de la région. » Les femmes de tête sont plutôt « des femmes froides comme des truites », comme Pierrette Amable l'héroïne du roman, syndicaliste et femme d'action, Nathalie Empoli la demi-sœur de Philippe qui pratique la pêche sous-marine ou Frédérique qui veut dominer les hommes.
- Dans La Fête, Duc et Lucie se promènent sur les bords de la Saône près de leur hôtel où Duc observe les poissons tandis que Lucie, gênée par sa myopie, « fronçait le sourcil comme quand elle cherchait l'issue de son plaisir. » Ici aussi, Vailland établit une liaison entre femme et poisson.

Ainsi, Frédérique "femme-truite" froide et libre rejoint d'autre femmes comme Pierrette Amable ou Marie-Jeanne Busard dans l'imaginaire de Roger Vailland.

## Frédérique et Lou
Frédérique et Lou que beaucoup de choses séparent, ne s'habillent pas du tout de la même façon.
Frédérique est une jeune femme moderne qui s'habille en décontractée au bowling : elle est « en jupe de toile avec pli creux sur le ventre et pull de teinte unie. » Rien ne permet ici de déterminer son statut social.
Mais dans un autre contexte, tout est différent : « Elle portait de jolis souliers à talons bottiers, cuir souple, coutures visibles, sûrement faits à la main. Au poignet, une montre Cartier. » Son mari Galuchat est à ses pieds, lui achète « un tailleur Chanel, une robe de Dior... et un manteau de vison, mais il ne finit pas de payer les traites et je l'ai rendu... »
Par contre, Lou a toujours des tenues sophistiquées. Même au bowling, elle « portait une robe noire décolletée, une étole de vison sur les épaules. L'insistance de son mari Rambert n'y change rien, « elle ne s'était jamais décidé à adopter la tenue qui est presque de rigueur, le mardi soir, pour les femmes qui prennent place dans les stands, même si elles ne jouent pas. »

## Alain Georges Leduc
Dans son essai Roger Vailland, un homme encombrant, Alain Georges Leduc écrit que « La Truite fut un livre trop en avance sur son temps. J'ai parfois l'impression qu'il ne nous est pas encore possible, culturellement, de le lire. » (page 64)
Il cite Vailland qui décrit Frédérique : « Elle a tout ce que j'aime chez les femmes, chez les bêtes, chez les plantes, dans les fleuves : elle se développe avec indifférence » en référence à un vers de Baudelaire. Au bowling, elle a une chance insolente tout en semblant se désintéresser du jeu et de l'enjeu. « La Truite, allumeuse, détonateur, qui va déstabiliser les hommes et provoquer leur chute, nous éclaire sur sa vision de la femme. Elle est comme une passante baudelairienne, justement... » conclut-il.
Ils forment un couple curieux, elle, la truite insaisissable qui file entre les doigts, et lui, Galuchat « comme son nom l'indique, un poisson mort, vidé de sa substance. » (page 130)

## Représentation de la Truite

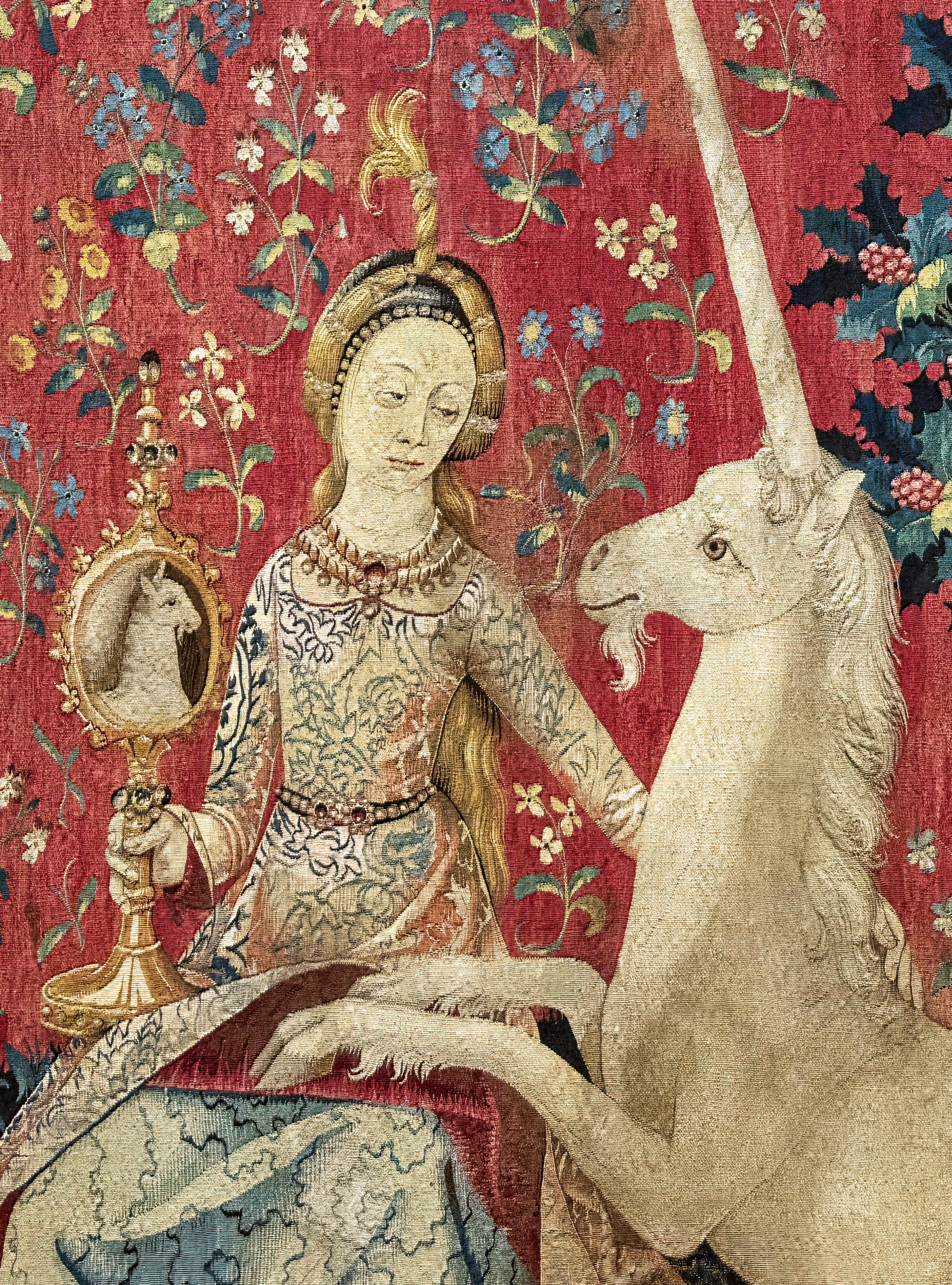
Dame à la licorne

Dans ce roman, « Roger Vailland parle en son nom propre et choisit de rester 'en marge' » écrit Anne Vandenabelle-Aubry dans son article Roger Vailland, homme de proie publié dans l'ouvrage Entretiens, Roger Vailland. La thèse de Vailland est que sous des dehors cohérents, la société a tendance à se déliter en privilégiant les rapports de force.
Seule Frédérique la Truite échappe à 'l'attraction terrestre', insaisissable, ne s'attachant pas. Un autre animal hante le roman, le tamanoir qui se nourrit d'insectes grouillants symbolisant les populations exploitées par le tamanoir solitaire. Seuls les animaux mus par leur instinct, échappent à cette logique. Le problème de Vailland, c'est de concilier instinct et lucidité, rester souverain en refusant de céder à l'esclavage de la drogue, de l'amour... Si Frédérique est une truite, Vailland voit plutôt la femme comme un être différent, qu'il représente en licorne, jument au front cornu ou 'femme-chèvre' selon l'auteur, une femme mythique en tout cas, appartenant à l'univers aquatique.
Sur le plan sociétal, Vailland peint un tableau du fonctionnement du néocapitalisme et de la solitude de l'homme occidental. Il est parvenu à élargir son horizon, à atteindre ce constat qu'il faisait déjà dans 325.000 francs : « L'écrivain arrivé à maturité a résolu et surmonté ses conflits intérieurs, ses problèmes sont ceux de l'humanité de son temps. »

## Édition
- La Truite, éditions Gallimard, collection blanche, Paris, 1964, 253 p,  (ISBN 9782070421107)
- Anthony Cheal Pugh, « Drôle de poisson, lecture de La Truite », Revue Europe, 1988
- Le territoire dans le roman (la truite), Joël Pailhé, Les Cahiers Roger Vailland no 4, La Fête en Actes, décembre 1995, p. 19-29